# Tragopogon kultiassovii
Tragopogon kultiassovii là một loài thực vật có hoa trong họ Cúc. Loài này được Popov ex S.A.Nikitin miêu tả khoa học đầu tiên.